# Nicolas Ducos
Nicolas Ducos, född den 27 mars 1756, död den 12 oktober 1823, var en fransk baron och general, bror till Roger Ducos.
Ducos utmärkte sig i Napoleons fälttåg i Italien, Tyskland och Spanien.